# Leidenhofen
Leidenhofen  ist ein Ortsteil der Gemeinde Ebsdorfergrund im Osten des mittelhessischen Landkreises Marburg-Biedenkopf.

## Geographische Lage
Das Dorf grenzt südlich an Winnen, östlich an Dreihausen sowie westlich an Hachborn und an der Nordseite an Ebsdorf. Leidenhofen liegt zwischen den Lahnbergen und den Ausläufern des Vogelsberges. Westlich am Ort vorbei verläuft die Landesstraße 3089. Der Ort liegt am Leidenhöfer Kopf mit 393 m Höhe.

## Geschichte

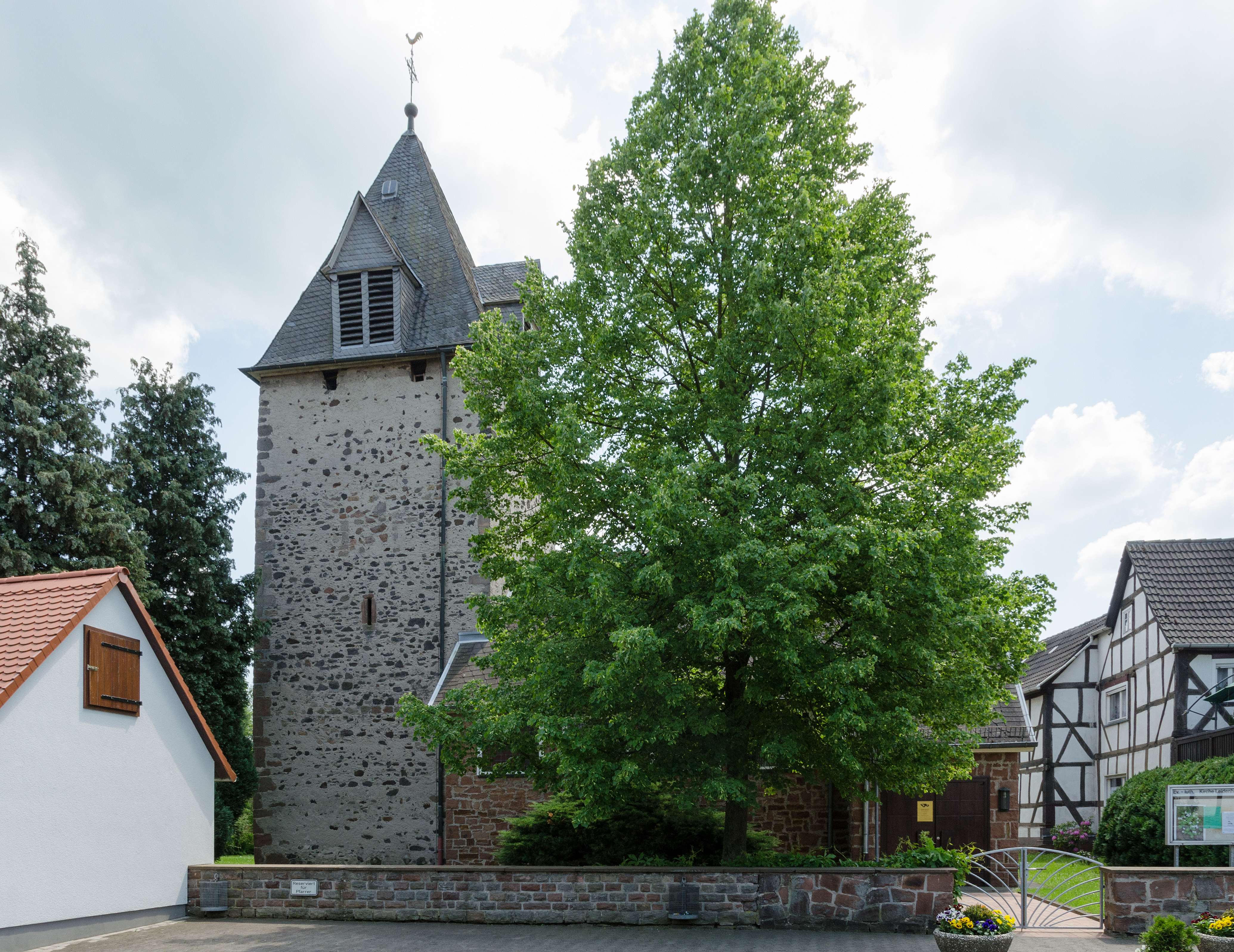
Turm der Kirche

### Ortsgeschichte
Die älteste bekannte schriftliche Erwähnung von Leidenhofen erfolgte unter dem Namen Liudenhoue im Jahr 1018, als Kaiser Heinrich II. seine Landgut in Liudenhoue dem Kloster Kaufungen schenkte. In Leidenhofen wohnten diejenigen, die im Königshof Ebsdorf arbeiteten. Das Dorf hieß deshalb zuerst Liudenhoven (Liuden – Leute), der Leutehof. 
In erhaltenen Urkunden wurde der Ort später unter den folgenden Ortsnamen erwähnt: Ludinhohe (1327), Ludenhaben (1357), Laudinhabin (1434) und Leidenhofen (ab 1500).
Die Wehrkirche wurde im 13. Jahrhundert erbaut. Der Turm ist heute noch erhalten. Das Kirchenschiff wurde in den 1960er Jahren abgerissen und erneuert.
Juden sind seit der ersten Hälfte des 19. Jahrhunderts in Leidenhofen nachweisbar. 1885 lebten in zwei Familien neun jüdische Mitbürgerinnen und Mitbürger im Dorf, was 2 % der Ortsbevölkerung entsprach. Sie gehörten zur jüdischen Gemeinde in Nordeck und gingen in die dortige Synagoge. Ihre Toten bestatteten sie auf dem jüdischen Friedhof Rauischholzhausen. 1924 lebten nur noch zwei Menschen jüdischen Glaubens in Leidenhofen.
Zum 1. Juli 1974 wurden im Zuge der Gebietsreform in Hessen die vorher selbständigen Gemeinden Ebsdorfergrund, Beltershausen, Ebsdorf, Hachborn, Ilschhausen, Leidenhofen und Rauischholzhausen kraft Landesgesetz zur neuen Großgemeinde Ebsdorfergrund zusammengeschlossen. Für alle ehemals eigenständigen Gemeinden von Ebsdorfergrund wurden Ortsbezirke gebildet.

### Verwaltungsgeschichte im Überblick
Die folgende Liste zeigt die Staaten und Verwaltungseinheiten, denen Leidenhofen angehört(e):

- vor 1567: Heiliges Römisches Reich, Landgrafschaft Hessen, Gericht Ebsdorf (Gericht Ebsdorf bestand aus den Orten: Ebsdorf, Leidenhofen, Hachborn, Erbenhausen, Hassenhausen, Ilschhausen, Roßberg, Dreihausen, Mölln und Heskem)[8]
- ab 1567: Heiliges Römisches Reich, Landgrafschaft Hessen-Marburg, Amt Marburg[9]
- 1604–1648: Heiliges Römisches Reich, strittig zwischen Landgrafschaft Hessen-Darmstadt und Landgrafschaft Hessen-Kassel (Hessenkrieg), Amt Marburg
- ab 1648: Heiliges Römisches Reich, Landgrafschaft Hessen-Kassel, Amt Marburg
- ab 1786: Heiliges Römisches Reich, Landgrafschaft Hessen-Kassel, Oberhessen, Amt Treis an der Lumbda
- ab 1806: Landgrafschaft Hessen-Kassel, Amt Treis an der Lumbda
- 1807–1813: Königreich Westphalen,[Anm. 2] Departement der Werra, Distrikt Marburg, Kanton Ebsdorf
- ab 1815: Kurfürstentum Hessen,[Anm. 3] Oberhessen, Amt Treis an der Lumbda[10]
- ab 1821: Kurfürstentum Hessen, Provinz Oberhessen, Kreis Marburg[11][Anm. 4]
- ab 1848: Kurfürstentum Hessen, Bezirk Marburg
- ab 1851: Kurfürstentum Hessen, Provinz Oberhessen, Kreis Marburg
- ab 1867: Königreich Preußen,[Anm. 5] Provinz Hessen-Nassau, Regierungsbezirk Kassel, Kreis Marburg
- ab 1871: Deutsches Reich, Königreich Preußen, Provinz Hessen-Nassau, Regierungsbezirk Kassel, Kreis Marburg
- ab 1918: Deutsches Reich, Freistaat Preußen, Provinz Hessen-Nassau, Regierungsbezirk Kassel, Kreis Marburg
- ab 1944: Deutsches Reich, Freistaat Preußen, Provinz Kurhessen, Landkreis Marburg
- ab 1945: Amerikanische Besatzungszone,[Anm. 6] Groß-Hessen, Regierungsbezirk Kassel, Landkreis Marburg
- ab 1946: Amerikanische Besatzungszone, Hessen, Regierungsbezirk Kassel, Landkreis Marburg
- ab 1949: Bundesrepublik Deutschland, Hessen, Regierungsbezirk Kassel, Landkreis Marburg
- ab 1974: Bundesrepublik Deutschland, Land Hessen, Regierungsbezirk Kassel, Landkreis Marburg-Biedenkopf, Gemeinde Ebsdorfergrund[Anm. 7]
- ab 1981: Bundesrepublik Deutschland, Land Hessen, Regierungsbezirk Gießen, Landkreis Marburg-Biedenkopf, Gemeinde Ebsdorfergrund

### Gerichte seit 1821
Mit Edikt vom 29. Juni 1821 wurden in Kurhessen Verwaltung und Justiz getrennt. Der Kreis Marburg war für die Verwaltung und das Assistenzamt Treis war als Gericht in erster Instanz für Wermertshausen zuständig. In Treis wurde ein Assistenzamt eingerichtet, das 1833 als eigenständiges Justizamt Treis ausgegliedert wurde und für Wermertshausen zuständig war. Nach der Annexion Kurhessens durch Preußen wurde durch einen Gebietstausch Treis an das Großherzogtum Hessen abgetreten, Wermertshausen wurde dem Justizamt Marburg zugeordnet. Am 1. September 1867 erfolgte die Umbenennung des bisherigen Justizamtes in Amtsgericht Marburg. Auch mit dem Inkrafttreten des Gerichtsverfassungsgesetzes von 1879 blieb das Amtsgericht unter seinem Namen bestehen.

## Bevölkerung

### Einwohnerstruktur 2011
Nach den Erhebungen des Zensus 2011 lebten am Stichtag dem 9. Mai 2011 in Leidenhofen 852 Einwohner. Darunter waren 24 (2,8 %) Ausländer.
Nach dem Lebensalter waren 162 Einwohner unter 18 Jahren, 327 zwischen 18 und 49, 162 zwischen 50 und 64 und 204 Einwohner waren älter. Die Einwohner lebten in 315 Haushalten. Davon waren 75 Singlehaushalte, 84 Paare ohne Kinder und 120 Paare mit Kindern, sowie 30 Alleinerziehende und 6 Wohngemeinschaften. In 57 Haushalten lebten ausschließlich Senioren und in 210 Haushaltungen leben keine Senioren.

### Einwohnerentwicklung
| Quelle: Historisches Ortslexikon | |
| • 1467:                          | 24 Hausgesesse                                                                                             |
| • 1577:                          | 40 Hausgesesse                                                                                             |
| • 1630:                          | 30 Hausgesesse (3 vierspännige, 6 dreispännige, 3 zweispännige, 3 einspännige Ackerleute, 21 Einläuftige). |
| • 1681:                          | 31 hausgesessene Mannschaften                                                                              |
| • 1747:                          | 50 Haushalte                                                                                               |
| • 1838:                          | Familien: 45 nutzungsberechtigte, 20 nicht nutzungsberechtigte Ortsbürger, 7 Beisitzer                     |

| Leidenhofen: Einwohnerzahlen von 1778 bis 2011 | Leidenhofen: Einwohnerzahlen von 1778 bis 2011 | Leidenhofen: Einwohnerzahlen von 1778 bis 2011 | Leidenhofen: Einwohnerzahlen von 1778 bis 2011 | Leidenhofen: Einwohnerzahlen von 1778 bis 2011 |
| --- | ---------------------------------------------- | ---------------------------------------------- | ---------------------------------------------- | ---------------------------------------------- |
| Jahr |                                                |                                                |                                                | Einwohner                                      |
| 1778 | 1778                                           |                                                | 285                                            | 285                                            |
| 1800 | 1800                                           |                                                | ?                                              | ?                                              |
| 1834 | 1834                                           |                                                | 392                                            | 392                                            |
| 1840 | 1840                                           |                                                | 444                                            | 444                                            |
| 1846 | 1846                                           |                                                | 454                                            | 454                                            |
| 1852 | 1852                                           |                                                | 504                                            | 504                                            |
| 1858 | 1858                                           |                                                | 502                                            | 502                                            |
| 1864 | 1864                                           |                                                | 490                                            | 490                                            |
| 1871 | 1871                                           |                                                | 459                                            | 459                                            |
| 1875 | 1875                                           |                                                | 470                                            | 470                                            |
| 1885 | 1885                                           |                                                | 443                                            | 443                                            |
| 1895 | 1895                                           |                                                | 425                                            | 425                                            |
| 1905 | 1905                                           |                                                | 453                                            | 453                                            |
| 1910 | 1910                                           |                                                | 452                                            | 452                                            |
| 1925 | 1925                                           |                                                | 477                                            | 477                                            |
| 1939 | 1939                                           |                                                | 490                                            | 490                                            |
| 1946 | 1946                                           |                                                | 735                                            | 735                                            |
| 1950 | 1950                                           |                                                | 706                                            | 706                                            |
| 1956 | 1956                                           |                                                | 638                                            | 638                                            |
| 1961 | 1961                                           |                                                | 616                                            | 616                                            |
| 1967 | 1967                                           |                                                | 657                                            | 657                                            |
| 1980 | 1980                                           |                                                | ?                                              | ?                                              |
| 1990 | 1990                                           |                                                | ?                                              | ?                                              |
| 2000 | 2000                                           |                                                | ?                                              | ?                                              |
| 2011 | 2011                                           |                                                | 852                                            | 852                                            |
| Datenquelle: Historisches Gemeindeverzeichnis für Hessen: Die Bevölkerung der Gemeinden 1834 bis 1967. Wiesbaden: Hessisches Statistisches Landesamt, 1968. Weitere Quellen: LAGIS; Zensus 2011 |                                                |                                                |                                                |                                                |

### Historische Religionszugehörigkeit
| Quelle: Historisches Ortslexikon | |
| • 1861:                          | 476 evangelisch-lutherische, 14 jüdische Einwohner, 4 Mitglieder abweichender Sekten                                                                         |
| • 1885:                          | 426 evangelische (= 96,16 %), kein katholischer, 9 jüdische (= 2,03 %) Einwohner. 7 Christen anderer Konfession (= 1,58 %), ein anderer (= 0,23 %) Einwohner |
| • 1961:                          | 555 evangelische (= 90,10 %), 61 katholische (= 9,90 %) Einwohner                                                                                            |

### Historische Erwerbstätigkeit
| Quelle: Historisches Ortslexikon | |
| • 1773:                          | Erwerbspersonen: 3 Schmiede, 2 Wagner, 4 Schneider, 2 Maurer, 8 Leineweber, 1 Bier- und Branntweinwirt, 8 Tagelöhner(-innen)          |
| • 1838:                          | Familien: 53 Ackerbau, 9 Gewerbe, 10 Tagelöhner.                                                                                      |
| • 1961:                          | Erwerbspersonen: 149 Land- und Forstwirtschaft, 108 Produzierendes Gewerbe, 29 Handel und Verkehr, 27 Dienstleistungen und Sonstiges. |

## Politik
Für Leidenhofen besteht ein Ortsbezirk mit Ortsbeirat und Ortsvorsteher nach der Hessischen Gemeindeordnung. Er umfasst das Gebiet der ehemaligen Gemeinde Leidenhofen.
Der Ortsbeirat Leidenhofen  besteht aus fünf Mitgliedern. Bei den Kommunalwahlen in Hessen 2021 betrug die Wahlbeteiligung zum Ortsbeirat 51,72 %. Alle Kandidaten gehörten der „Dorfgemeinschaftsliste Leidenhofen“ an. Der Ortsbeirat wählte Christian Fritz-Emmerich zum Ortsvorsteher.

## Sehenswürdigkeiten
- Evangelische Kirche: Chorturm aus der ersten Hälfte des 13. Jahrhunderts, Kirchenschiff von 1967
- Viele Fachwerkhäuser

## Infrastruktur
Im Ort gibt es
- eine Mehrzweckhalle,
- die Regenbogenschule, eine Grundschule im nahegelegenen Ebsdorf

## Persönlichkeiten
- Caspar Preis (wohl im 17. Jahrhundert–1667 oder später), der Verfasser der Stausebacher Ortschronik, wurde hier geboren
- Wilhelm Bombös (1894–nach 1974), Prokurist und Sportfunktionär, lebte zuletzt im Altenheim Leidenhofen
- Ludwig Preiß (1910–1996), Politiker, Mitglied des Deutschen Bundestages, wurde hier geboren